# História Geral do Brasil

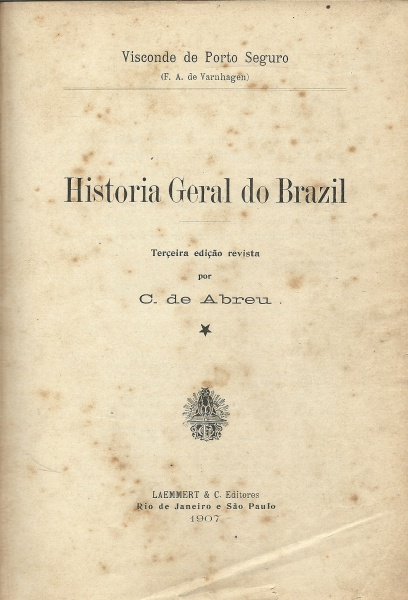
"História Geral do Brasil", edição de 1907, comentada e editada por Capistrano de Abreu.

História Geral do Brasil é um trabalho historiográfico produzido por Francisco Adolfo de Varnhagen, visconde de Porto Seguro, entre 1854 e 1857.
A obra foi inicialmente encomendada pelo Instituto Histórico e Geográfico Brasileiro, o qual Dom Pedro II era patrono. Por já ter trabalhado no Arquivo Nacional da Torre do Tombo, em Portugal, Varnhagen era conhecido por sua atuação como historiador.

## Obra
"História Geral do Brasil" é originalmente dividido em dois volumes, nos quais Varnhagen trata dos povos indígenas, da escravidão africana, do início da colonização, do primeiro governo geral da colônia, das sucessivas administrações, das invasões sofridas pelo território, incluindo a Nova Holanda, também conhecida como Brasil Holandês.
Em seguida vai tratar principalmente do fim da dominação holandesa e dos diversos tratados posteriores, assim como das mudanças institucionais da colônia, da administração do Marquês de Pombal, do governo de D. Maria I e das conspirações em Minas Gerais.

## Métodos
Produzida em uma época em que a história ganhava status de ciência, a obra tem uma escrita bastante cartesiana, tendo como principal base a documentação oficial, prezando não só pela narrativa histórica, mas também pela biológica, etnológica e linguística.
O trabalho de Varnhagen busca confirmar uma visão preconcebida pelo autor, justificando a subjugação dos nativos, e uma superioridade do europeu sobre outros povos, baseado em determinismos raciais, sociais e geográficos. Buscava assim legitimar também o Brasil independente e seu Estado monárquico governado por um ramo da Casa de Bragança. Apesar disso, o autor critica a adoção da escravidão africana concebida com base em sentimentos pseudo-filantrópicos para com os índios do Brasil e defende, em sua época, a sua abolição.

## Legado
"História Geral do Brasil" é considerada por muitos como a mais completa obra historiográfica sobre o período colonial já produzida, tendo sido reeditada várias vezes e sendo muito presente nos cursos de história das universidades brasileiras até hoje.
A obra também gerou discussões a respeito de qual deveria ser o ponto de origem da narrativa da História do Brasil, o território habitado pelas populações nativas ou a chegada dos portugueses a partir das Grandes Navegações.